# Akuliarusiarsuup Kuua
Der Akuliarusiarsuup Kuua [akuliˌɑʁusiˌɑˈsːuːp ˈkuːa] ist ein grönländischer Fluss im Distrikt Maniitsoq und Distrikt Sisimiut in der Qeqqata Kommunia.

## Geografie
Der Fluss entspringt an der gut 60 m hohen Eiswand des inoffiziell Russellgletscher genannten Gletscher am grönländischen Inlandeis. Anschließend verläuft er als stark verflochtener Fluss westwärts durch das Ørkendalen. Nördlich des Tals liegt das Gebiet Akuliarusiarsuk, nachdem der Fluss benannt ist („Fluss von Akuliarusiarsuk“). Nach etwa einem Drittel seines Verlaufs fließt von Nordosten ein unbenannter kleiner Nebenfluss zu. An seiner Quelle hat er eine Breite von rund zwei Kilometer, wird noch etwas breiter und verjüngt sich später zu einem schmaleren unverflochtenen Fluss mit einer Breite von knapp einem Kilometer. Kurz vor seiner Mündung hat er eine minimale Breite von rund 100 Metern, verbreitert sich wieder und mündet nach rund 33 km von Südosten in den Qinnguata Kuussua, der Akuliarusiarsuk im Norden abgrenzt, und welcher einige Kilometer später kaum abgrenzbar in den Kangerlussuaq, den längsten Fjord Westgrönlands, mündet.